# José Alfredo Castillo
José Alfredo Castillo Parada (Santa Cruz de la Sierra, 9 febbraio 1983) è un calciatore boliviano, attaccante del Guabirá.

## Biografia
Nato da Rosmary Parada e Alfredo Castillo, ha tre sorelle: Susan Evelyn, Mery Carol e Gabriela Alejandra.

## Caratteristiche tecniche
Gioca come attaccante centrale. Il suo piede preferito è il destro. È abile nel finalizzare le azioni, nel controllo di palla e nel colpo di testa. Víctor Antelo ne ha sottolineato la propensione ad agire all'interno dell'area di rigore.

## Carriera

### Club
Entrò nell'Academia Tahuichi all'età di 8 anni, dopo aver sostenuto e superato un provino. Divenne uno dei migliori elementi della formazione giovanile, grazie al numero di reti segnate. Nel febbraio del 2000 fu ceduto dall'Academia all'Oriente Petrolero. Debuttò in prima squadra durante il campionato 2000, competizione in cui giocò 26 incontri, segnando 4 gol. Nel 2001 fu impiegato come titolare, e in 46 presenze segnò 42 reti: questo risultato lo fece primeggiare nella classifica del campionato boliviano, e al termine dell'anno solare risultò il miglior realizzatore al mondo nei campionati di massima serie. Nel 2002 aumentò ancora il numero di reti, arrivando a 46 in 39 incontri: nonostante avesse segnato più dell'anno precedente, non fu capocannoniere, giacché Joaquín Botero, del Bolívar, segnò 49 reti, ottenendo entrambi i titoli che l'anno precedente erano stati di Castillo. Il gran numero di reti segnate lo portò, nel dicembre 2002, al trasferimento in Messico, all'UAG Tecos. Nel torneo centroamericano fu scelto come centravanti del 4-5-1 del tecnico, con l'argentino Patricio Camps e il brasiliano Donizete come trequartisti incaricati di servirlo. Nella prima stagione scese in campo 18 volte, e marcò 8 reti; nella seconda le presenze furono 14, con 5 gol. Nel 2004 fu mandato in prestito al Bolívar, a La Paz: in 13 incontri realizzò 8 segnature, e tornò quindi all'UAG. A Guadalajara trovò sempre minor spazio, e alla fine del 2005 fu mandato, ancora in prestito, al Rosario Central, in Argentina, con un contratto fino al 31 dicembre 2006. Con la formazione giallo-blu, Castillo fu impiegato in 3 occasioni in Primera División, esordendo il 1º febbraio contro il Boca Juniors a Rosario. Fu anche schierato, da titolare, in una gara di Coppa Libertadores. Tornato al Tecos dopo la breve esperienza argentina, iniziò un lungo periodo di trasferimenti in prestito: dapprima all'Oriente Petrolero, durante la Liga del Fútbol Profesional Boliviano 2007; poi all'O'Higgins, in Cile; e nel 2008 al Bolívar. Nella seconda parte del 2008 prese parte al Campeonato Brasileiro Série A 2008 con la maglia dell'Atlético Mineiro di Belo Horizonte, venendo impiegato spesso (20 presenze). Nel 2009 tornò all'Oriente per la terza volta, sempre per un breve periodo; nel 2010, invece, giocò tutto il campionato con il Blooming, e ritrovò la doppia cifra nel numero dei gol dopo otto anni. Dopo aver fatto ritorno all'UAG, è stato acquistato dal Bolívar.

### Nazionale
Giocò con la Nazionale Under-17; con la selezione Under-20 ha disputato il Campionato sudamericano 2001. Debuttò in Nazionale maggiore il 5 settembre 2001, in occasione dell'incontro di Asunción con il Paraguay, valido per le qualificazioni al campionato del mondo 2002. Segnò il suo primo gol contro il Perù a Lima, pareggiando all'87º dopo l'iniziale vantaggio peruviano realizzato da Piero Alva. Nel 2003 fu nuovamente convocato per le qualificazioni al campionato del mondo 2006: fu impiegato in quasi tutte le partite (11 su 18). Nel 2009 ha giocato contro la Colombia a Bogotà una delle partite delle qualificazioni al campionato del mondo 2010.

## Palmarès

### Club
- Campionato boliviano: 2

Oriente Petrolero: 2001
Bolívar: Apertura 2004

### Individuale
- Capocannoniere della Liga del Fútbol Profesional Boliviano:

2001 (42 gol)
- Miglior marcatore di massima divisione dell’anno IFFHS: 1

2001